# All the Way (песня BigXthaPlug)
«All the Way» — песня американского рэпера BigXthaPlug при участии кантри-музыканта Бейли Циммермана. Она была выпущена 4 апреля 2025 года лейблом UnitedMasters в качестве ведущего сингла из пятого мини-альбома рэпера.
Песня дебютировала на первом месте в Hot Country Songs и на 4-й позиции в Billboard Hot 100, а также была № 1 в чарте потоковых Streaming Songs и цифровых продаж песен Digital Song Sales.

## История
14 февраля 2025 года BigXthaPlug поделился в своём Instagram первым фрагментом песни, которая, как сообщалось, стала его первым синглом в стиле кантри. Было подтверждено, что песня станет частью грядущего EP в стиле кантри. Циммерман объявил дату выхода песни 25 марта.
В интервью Complex певец рассказал, что не участвовал в написании песни, но BigXthatPlug обратился к нему через текстовые сообщения с демо-версией и попросил записать ее. Циммерман «немедленно» согласился и отправился в студию, чтобы записать свой вокал, признавшись, что ему потребовалось некоторое время, чтобы «довести песню до совершенства».

## Композиция
Песня «All the Way» была описана как «песня о разбитом сердце», сочетающая в себе элементы кантри и южного хип-хопа, включая стальную гитару с глубоким басом, который помогает создать «кроссоверное звучание». Песня начинается с акустической гитары, после чего Циммерман начинает припев, за которым следует куплет BigXthaPlug, рассказывающий о «нарушенных обещаниях и потерянной любви». Песня была описана как «жёсткая баллада» с заметным «грувом в стиле кантри». Она была воспринята как первый шаг BigXthaPlug в кантри-музыку и значительный «шаг за пределы его зоны комфорта».

## Отзывы
Захари Хорват из HotNewHipHop считает, что при слиянии своих саундскейпов оба участника «обладают определённой химией и звучат как дома». Трейс Уильям Коуэн из Complex назвал это «смесью сильных сторон BigX и Бейли», которая «звучит как дома среди нынешнего урожая кантри-кроссоверных хитов». Прези Браун и Армон Сэдлер из Vibe назвали это «выигрышной попыткой» и первой попыткой узнать, чего ожидать от предстоящего проекта BigXthaPlug, вдохновлённого кантри.

## Музыкальное видео
Сопровождающий клип был выпущен вместе с песней 4 апреля 2025 года и был снят в марте 2025 года в старом загородном коттедже. В нём есть кадры, где оба выступают перед пикапами. Считается, что клип отражает текст песни о прохождении через сердечную боль и проблемы в отношениях.

## Коммерческий успех
Песня BigXthaPlug «All the Way», написанная при участии Бейли Циммерман, стартует на 4-й позиции в Billboard Hot 100 с 24,1 миллионами потоков, 30 тысячами эфирной аудитории и 8 тысячами продаж за первую неделю после релиза 4 апреля. Песня возглавила чарты потоковых Streaming Songs и цифровых продаж песен Digital Song Sales, став первым номером один в каждом из этих чартов для обоих исполнителей. Циммерман получил свой второй хит в топ-10 после «Rock and a Hard Place» (№ 10, 23 апреля). Одновременно трек взлетел на 1-е место в мультиметрическом чарте Hot Country Songs, который BigXthaPlug возглавил в свой первый визит, а Циммерман получил свой первый чарттоппер среди пяти его песен в топ-10. Совместная работа также открывается на 3-м месте в чарте Hot Rap Songs.

## Чарты

### Еженедельные чарты
| Чарт (2025)                         | Высшая позиция |
| ----------------------------------- | -------------- |
| Канада (Billboard Canadian Hot 100) | 21             |
| Мир (Billboard Global 200)          | 23             |
| США (Billboard Hot 100) ·           | 4              |
| США (Digital Song Sales, Billboard) | 1              |
| США (Streaming Songs, Billboard)    | 1              |
| США (Billboard Hot Country Songs)   | 1              |
| США (Billboard Pop Airplay)         | 31             |
| США (Billboard Rhythmic)            | 31             |